# Sicodelico Jr.
Sicodelico Jr., pseudonimo di Aaron Rodríguez (Los Angeles, 13 giugno 1976), è un wrestler messicano.
Si è esibito anche con i nomi di Psychodelico Jr., El Sicodelico e, mentre competeva per conto della WWE, di Espiral e Aaron Rodriguez.

## Carriera
Ha debuttato nel 1998 dopo essere stato allenato dallo zio, Dos Caras.
Fa parte di una nota famiglia di lottatori, che ricomprende, tra gli altri, il cugino Alberto Rodríguez, lo zio Mil Máscaras ed il lottatore dal quale trae il nome, Sicodelico, suo padre.
Alto 1.80 m e del peso di 86 kg, si è distinto sulla scena della lucha libre, vincendo nel 2001 il torneo Gran Alternativa della CMLL.
Si è esibito in tutte le più importanti federazioni messicane: CMLL, AAA e IWGR.
Ha tuttavia speso gran parte della sua carriera negli Stati Uniti d'America, competendo in loco per il NWA world heavyweight championship e per il NWA world tag team championship, partecipando, tra l'altro,  ad i tornei per la riassegnazione di entrambi i titoli, avvenuti nel 2007.
Ad oggi ha conseguito il maggiore successo nell'area del Texas.
Per un breve periodo è stato sotto contratto con la WWE.

## Titoli e riconoscimenti
- CMLL
  - Torneo Gran Alternativa (2001) con Olimpico

- Insanity Pro Wrestling
  - IPW World Heavyweight Championship

- River City Wrestling
  - RCW Cyber Championship (2 volte)

- Altri titoli
  - SWC World Welterweight Championship